# Dyckia joanae-marcioi
Dyckia joanae-marcioi là một loài thực vật có hoa trong họ Bromeliaceae. Loài này được P.J.Braun, Esteves & Scharf mô tả khoa học đầu tiên năm 2008.